# Ноосфера (судно)
Ноосфера (до 2021 года — RRS James Clark Ross) — украинское научно-исследовательское судно-ледокол, флагман украинского научно-исследовательского флота. Принадлежит Национальному антарктическому научному центру Министерства образования и науки Украины. Бывший флагман Британской антарктической службы.

## История

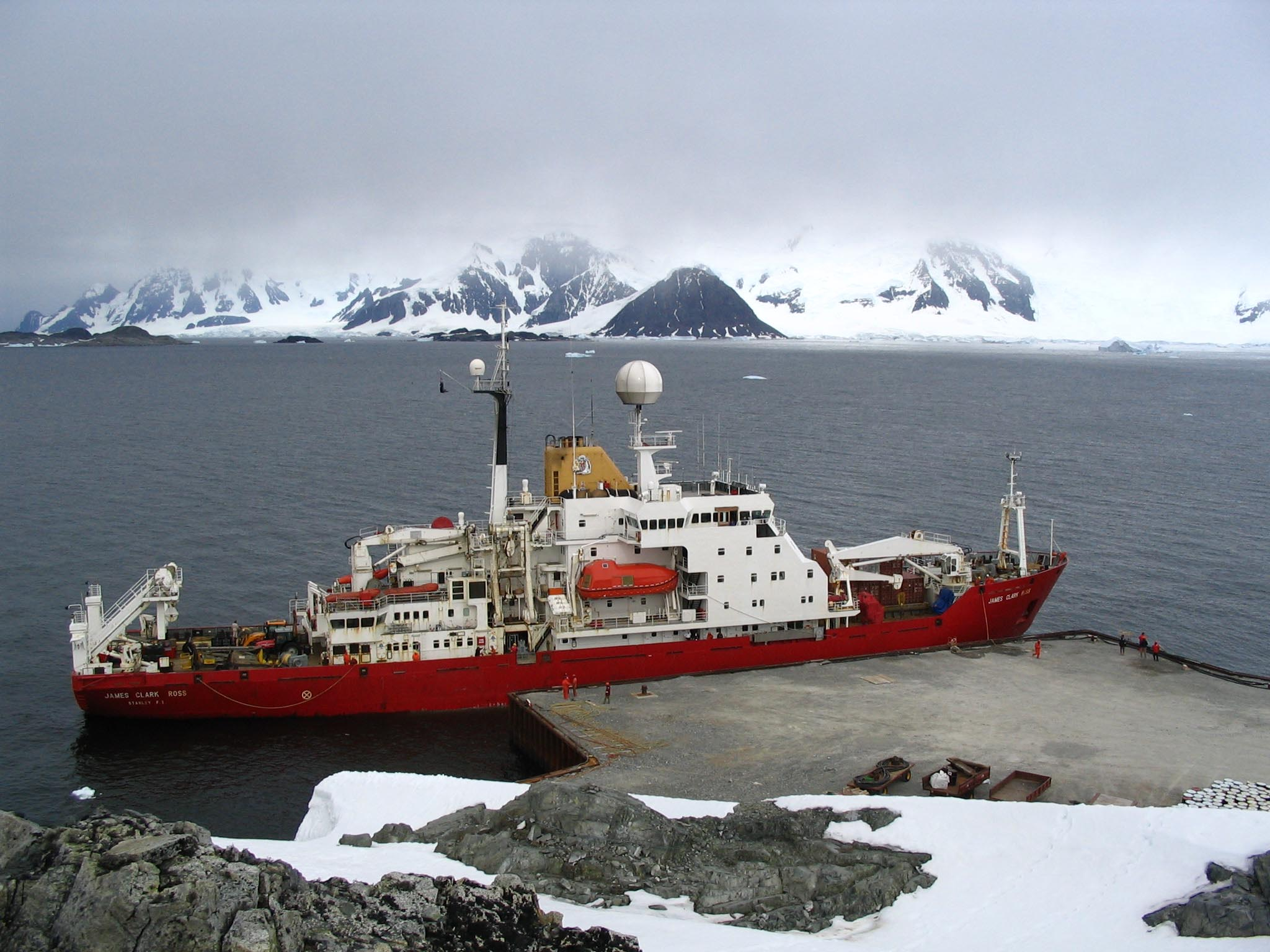
Ледокол «James Clark Ross» на пристани британской станции «Ротера», январь 2005 года

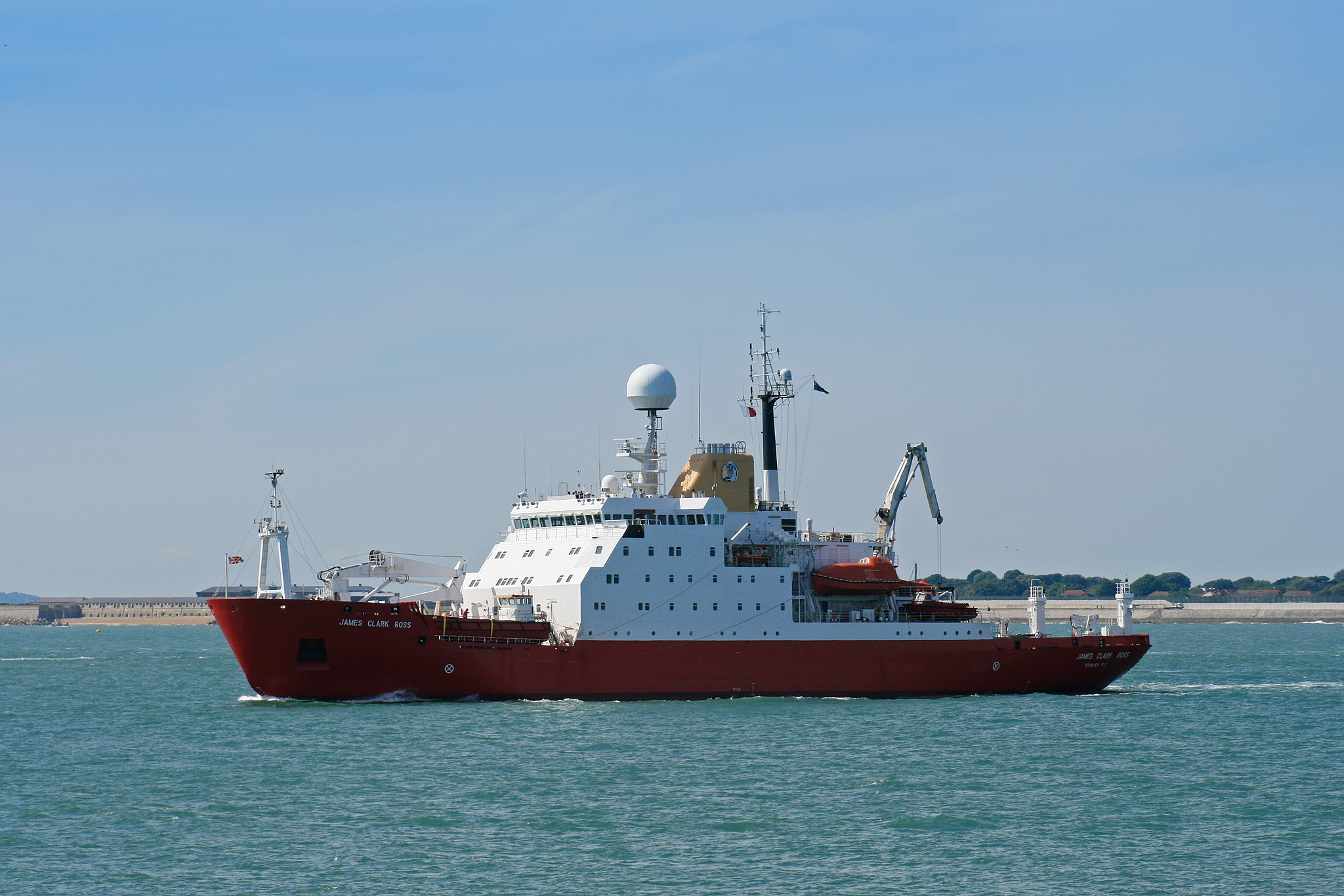
Ледокол «James Clark Ross»

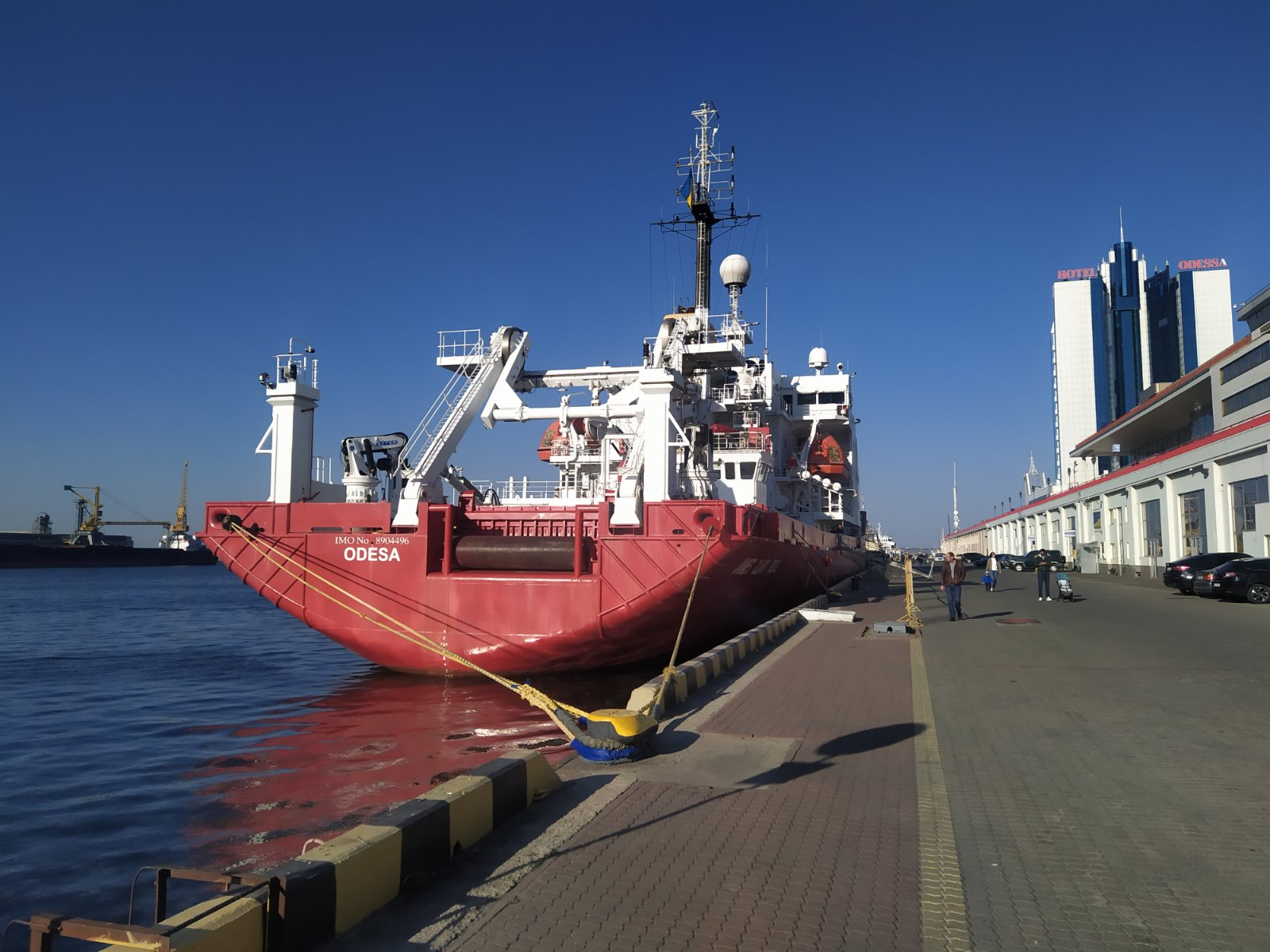
Корма «Ноосферы», виден номер IMO

Судно построено в 1990 году, на службе с 1991 года. Во флоте Британской антарктической службы заменило судно «Джон Биско» (RRS John Biscoe).
Было названо в честь британского моряка и полярного исследователя Джеймса Кларка Росса.
Ледокол «James Clark Ross» принял участие в первом международном исследовании по оценке запасов криля в атлантической части Южного океана. Полученные данные до сих пор используются в моделях оценки криля.
В 1996 году судно доставило Первую украинскую антарктическую экспедицию на станцию «Академик Вернадский» («Фарадей»).
7 июля 2021 года Кабинет Министров Украины выделил средства на приобретение судна для украинских антарктических экспедиций. Накануне британское и украинское правительства договорились о передаче судна за 5 миллионов долларов США.
19 августа 2021 года Национальный антарктический научный центр и учреждение «Исследования и инновации» Великобритании, куда входит Британская антарктическая служба, подписали акт о покупке Украиной ледокола.
30 августа 2021 года в порту города Фредериксхавн в Дании состоялась официальная передача ледокола Украине и над ним был поднят желто-голубой флаг.

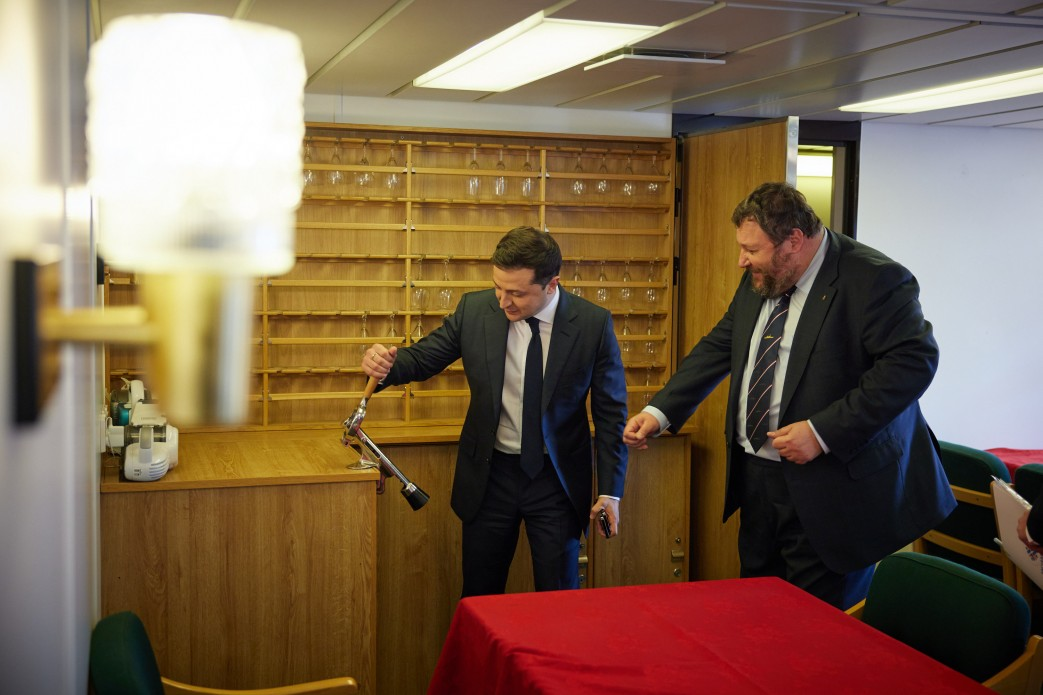
Директор Национального антарктического научного центра Дикий, Евгений Александрович и Президент Украины Владимир Зеленский в кают-компании «Ноосферы», октябрь 2021 г.

5 октября 2021 года ледокол «James Clark Ross» прибыл в Одессу.
29 октября 2021 года судно получило новое название «Ноосфера», тесно связывающее его с украинской антарктической станцией, поскольку учение о биосфере Владимира Вернадского, именем которого названа станция, легли в основу учения о ноосфере.
28 января 2022 года ледокол «Ноосфера» из порта Одессы отбыл в Антарктику в свой первый рейс под украинским флагом. Промежуточным пунктом рейса стал порт Лас-Пальмас (Канарские острова, Испания), куда «Ноосфера» пришла 12 февраля 2022. Капитаном судна стал украинский специалист Павел Панасюк, три механика на ледоколе остались из предыдущих экипажей судна, они — граждане Латвии и Великобритании.
21 апреля 2022 года Национальный антарктический научный центр сообщил, что ледокол «Ноосфера» вернулся в Чили, совершив рейс в Антарктику. Это было первое путешествие «Ноосферы» в Антарктику под украинским флагом и новым именем. Ледокол обеспечил пересменку украинских антарктических экспедиций: доставил на украинскую станцию «Академик Вернадский» зимовщиков 27-й Украинской антарктической экспедиции и забрал команду 26-й, а также сезонный отряд ученых и технических работников. Кроме того, ледокол транспортировал 140 тонн горючего и более 80 тонн различных грузов — от годового запаса пищи до стройматериалов для продолжения модернизации станции.
24 декабря 2022 года Национальный антарктический научный центр сообщил, что ледокол «Ноосфера» в своем втором антарктическом сезоне отправился из Кейптауна в Антарктику. Как было заявлено, нынешняя экспедиция является совместной украинско-польской и финансируется преимущественно Польской антарктической программой. Соответственно, сначала «Ноосфера» отправится к польской антарктической станции «Арцтовский», расположенной на острове Кинг-Джордж. Далее ледокол доставит грузы и украинскую команду технических специалистов на украинскую станцию «Академик Вернадский».

## Технические характеристики
Ледокол имеет длину 99,04 м, ширину — 18,85 м, водоизмещение — 5 732 т.